# Katholiek Vlaams Hoogstudentenverbond
Het Katholiek Vlaams Hoogstudentenverbond of kortweg KVHV is een conservatieve, katholieke en Vlaamsgezinde studentenvereniging voor mannelijke en vrouwelijke studenten met afdelingen in Antwerpen, Brussel, Gent, Leuven, Aalst en Sint-Katelijne-Waver. Vroeger waren er afdelingen actief in Kortrijk, Mechelen en Oostende. Hiernaast kende zij een scholierenwerking via het Katholiek Vlaams Scholierenverbond als autonome afdeling van het Verbond. Elke afdeling is volledig autonoom in haar werking.  De samenwerking is functioneel en elke afdeling behoudt steeds haar onafhankelijkheid.

## Ontstaan
Elke afdeling heeft zijn eigen ontstaansgeschiedenis, maar officieel duikt de naam KVHV voor het eerst kortstondig op in 1911. Dit gebeurde toen het Vlaams Verbond door de Katholieke Universiteit Leuven verboden werd. Het Vlaams Verbond zelf was in 1902 ontstaan toen de unitaire overkoepelende studentenvereniging te Leuven, de Société Générale des Etudiants, werd opgesplitst in die Vlaamse afdeling en de Franstalige Fédération Wallonne. Vanaf 1923 werd de benaming Katholiek Vlaams Hoogstudentenverbond opnieuw gebruikt in plaats van Vlaams Verbond.
De Gentse afdeling is ook gegroeid uit een historische voorloper. Toen in 1887 de Vlaamsch Katholieke Gilde werd opgericht, werd deze vereniging hernoemd naar Rodenbach's Vrienden in 1889, dat later lid werd van het Algemeen Katholiek Vlaamsch Studentenverbond (1911) en het Algemeen Vlaams Hoogstudenten Verbond (1919), overkoepelende organisaties van Vlaamsgezinde en katholieke studentenverenigingen. Na een pauze in de Eerste Wereldoorlog, herleefde de Rodenbach's Vrienden. In 1923 namen ze net als in Leuven de naam KVHV aan. 
In 1976 ontstond er in Antwerpen een afscheuring die tot de Nationalistische Studentenvereniging zou uitgroeien.

## Werking
De verschillende KVHV afdelingen hebben ofwel een politieke werking - als onafhankelijke politieke studentenvereniging met een afgescheiden kern van leden - ofwel een studentikoze werking - als koepel van studentenclubs en -verenigingen zonder een afgescheiden kern van leden of als koepel van faculteitskringen zonder een afgescheiden kern van leden - ofwel een combinatie van beide functies.  De scholierenwerking verloopt via het Katholiek Vlaams Scholierenverbond dat hiervoor als autonome afdeling functioneert.
- KVHV Leuven heeft een politieke werking en een studentikoze werking als koepel van het Seniorenkonvent (SK) en Meisjesseniorenkonvent (MSK).
- KVHV Gent heeft een politieke werking en een studentikoze werking
- KVHV Brussel heeft uitsluitend een studentikoze werking.
- KVHV Antwerpen heeft een politieke en een studentikoze werking.
- KVHV Mechelen had uitsluitend een studentikoze werking. Sedert enkele jaren is de afdeling inactief.
- KVTHV Mechelen had uitsluitend een studentikoze werking. Sedert enkele jaren is de afdeling inactief.
- KVHV Aalst had een politieke en studentikoze werking. Eerder had het uitsluitend een studentikoze werking als koepel van het Studentenverbond Hoger Onderwijs Aalst (SHOA).
- KVHV Oostende had uitsluitend een politieke werking. Sedert enkele jaren is de afdeling inactief.
- KVHV Kortrijk had uitsluitend een politieke werking. Sedert enkele jaren is de afdeling inactief.
- Katholiek Vlaams Scholierenverbond had een politieke en studentikoze werking. Sedert enkele jaren is de scholierenwerking stopgezet.

Die afdelingen van het KVHV die een politieke werking ontwikkelen zijn onafhankelijk van elke politieke partij.  De leden hebben dan ook een brede waaier van politieke en filosofische opvattingen.  Door haar partijpolitieke ongebondenheid kan het KVHV kritisch staan tegenover elke partij en door politieke actie trachten de standpunten van deze partijen te beïnvloeden.
Het KVHV is een vereniging van actieve studenten.  Ondanks verschillende pogingen op het niveau van de plaatselijke afdelingen is men er nooit in geslaagd een gestructureerde oud-ledenwerking uit te bouwen.  Tegenstrijdige politiek overtuigingen binnen generaties en in tijd en ruimte liggen hier aan de basis van.  Er bestaan kleinere groepen van generaties van oud-leden die elkaar met enige regelmaat treffen, maar deze groepen verzamelen slechts een fractie van de vroegere leden en hebben geen representativiteit.
De afdelingen genieten volkomen autonomie in het ontwikkelen van hun eigen werking.  De samenwerking op nationaal niveau is louter functioneel en organisatorisch.  Elke afdeling staat open voor mannelijke en vrouwelijke studenten.  Elke afdeling is zelfstandig in haar beleid m.b.t. het werven van nieuwe leden.
Het KVHV behoort enerzijds tot de Vlaamse Beweging en anderzijds tot de algemene studentenbeweging.  Haar werking is gebouwd op vier pijlers.  Dit is in de eerste plaats een Vlaamsgezinde grondhouding.  In de tweede plaats is dit het rooms-katholieke geloofsgoed, wat zich vertaalt in een conservatieve grondhouding tegenover mens en maatschappij.  In de derde plaats is dit het traditioneel-studentikoze en de studententradities.  De laatste pijler is het amicale wat zorgt voor een levenslange vriendschap tussen verbondsleden.  Het KVHV is een politieke vereniging, maar is onafhankelijk van elke politieke partij.
Het KVHV is een traditioneel studentikoze vereniging.  De afdelingen organiseren activiteiten die hierbij aansluiten.  Zij hanteert daarbij de studentencodex die zij in eigen beheer en twee edities uitgeeft.  Het is ook een kleurdragende vereniging, dat wil zeggen dat haar leden een traditionele pet en lint dragen als teken van hun studentikoos karakter en hun onderlinge verbondenheid.  Elke afdeling draagt een ander lint, dat met goud is afgelijnd. 
- KVHV Leuven (1902) draagt de kleuren zwart-geel-cyaanblauw.
- KVHV Gent (1887) draagt de kleuren zwart-geel-wit.
- KVHV Brussel (1975) draagt de kleuren zwart-geel-groen.
- KVHV Antwerpen (1974) droeg oorspronkelijk de kleuren zwart-wit-rood, maar draagt sinds de afscheuring van de Nationalistische Studentenvereniging de kleuren oranje-wit-blauw.
- Mereta (1985) draagt de kleuren blauw-rood-blauw.
- KVHV Mechelen (1997) droeg de kleuren groen-geel-rood. (inactief)
- KVTHV Mechelen (1949) droeg de kleuren zwart-geel-groen. (inactief)
- KVHV Aalst (1998) droeg de kleuren lichtblauw-geel. (inactief)
- KVHV Oostende (1992) droeg de kleuren geel-rood-geel. (inactief)
- KVHV Kortrijk (1965) droeg de kleuren zwart-geel-cyaanblauw. (inactief)
- Katholiek Vlaams Scholierenverbond (2008) (inactief)

Elke afdeling draagt dezelfde bordeauxrode studentenpet, telkens met andere lintkleuren aangebracht aan de zijkant.
KVHV is lid van het Overlegcentrum van Vlaamse Verenigingen (OVV).  Verder was het KVHV lid van een Europese studentenkoepel van christelijke studentenkoepels, EKV genoemd, tot oktober 2016. Dit staat voor Europäischer Kartellverband der christlichen Studentenverbände.  KVHV(-Leuven) heeft een apart vriendschapsverdrag met de Duitse katholieke koepels van  studentenverenigingen CV, wat staat voor Cartellverband der katholischen deutschen Studentenverbindungen.  Er bestaan verder informele afdelingscontacten met Duitse en Oostenrijkse Burschenschaften die lid zijn van de Duitse Burschenschaft. Het Gentse KVHV onderhoudt daarnaast ook formele contacten met Burschenschaften.
Met hulp van KVHV werd in 2008 het Katholiek Vlaams Scholierenverbond (KVSV) opgericht.  Op 11 juli 2008 werd voor een periode van twee jaar het KVSV als afdeling van het Verbond, met gelijke rechten en plichten, erkend door de Nationale Vergadering gehouden te Brussel.  Een nationaal coördinator zal gedurende deze tijd toezien op de politieke en studentikoze werking.  Na deze proefperiode moet zal een eindevaluatie worden gemaakt en een definitieve beslissing over de status van het KVSV binnen het Verbond.
Met het af studeren van de eerste generatie kwam echter al snel een einde aan het project, dat echter in 2012-13 nieuw leven ingeblazen werd met actieve kernen in Brugge en Antwerpen. Deze heropleving eindigde echter snel wanneer de originele leden de middelbare school verlieten.  
Elke afdeling heeft een tijdschrift: 
- KVHV Leuven heeft een tijdschrift dat Ons Leven heet en werd opgericht in 1888.
- KVHV Gent heeft een tijdschrift, dat Ons Verbond heet en werd opgericht in 1939.
- KVHV Brussel had een tijdschrift, dat Verbondsberichten heet.
- KVHV Antwerpen heeft een tijdschrift dat Tegenstroom heet en werd opgericht in 1974.
- KVTHV Mechelen had een tijdschrift, dat Ons Verbond heet.
- KVHV Oostende had een tijdschrift dat Hoogtij(d) heet.